# Zečevo (Kistanje)
Zečevo je naselje Općine Kistanje u Šibensko-kninskoj županiji.

## Zemljopis
Nalazi se oko 10 kilometara zapadno od Kistanja.

## Povijest
Dana 31. srpnja 1648. u bitci kod Zečeva, poginuo je Vuk Mandušić, hrvatski protuosmanski ratnik.
Zečevo se od 1991. do 1995. godine nalazilo pod srpskom okupacijom.

## Stanovništvo
Prema popisu iz 2011. naselje je imalo 63 stanovnika.
| broj stanovnika | 214   |       | 250   | 280   | 334   | 394   | 190   | 379   | 393   | 405   | 403   | 340   | 272   | 218   | 41    | 63    | 24    |
|                 | 1857. | 1869. | 1880. | 1890. | 1900. | 1910. | 1921. | 1931. | 1948. | 1953. | 1961. | 1971. | 1981. | 1991. | 2001. | 2011. | 2021. |